# Argyll and Bute
Argyll and Bute är en av Skottlands kommuner och ståthållarskap. Kommunen är den näst största till ytan och ligger i västra Skottland. Den gränsar mot West Dunbartonshire och Stirling i Loch Lomond, mot Perth and Kinross i nordost och mot Highland i norr. Centralort är Lochgilphead.
Huvuddelen av kommunen utgörs av det traditionella grevskapet Argyll, med undantag för området Morvern som tillhör Highland. I kommunen ingår också delar av grevskapet Bute, bland annat ön med samma namn, samt några områden söder och väster om Loch Lomond som är en del av det traditionella Dunbartonshire. Områdena från Dunbartonshire ingår inte i ståthållarskapet, och ingick inte i distriktet Argyll and Bute mellan 1975 och 1996.
En del av öarna som tillhör kommunen är en del av Inre Hebriderna.

## Orter
- Arden, Ardlui, Ardrishaig, Arrochar
- Campbeltown
- Dunoon
- Garelochhead
- Helensburgh
- Innellan, Inveraray, Inverbeg, Inveruglas
- Keillmore, Kilcreggan, Kilmartin
- Lochgilphead, Lochgoilhead, Luss
- Oban
- Portavadie
- Rhu, Rosneath, Rothesay
- Sandbank
- Tarbert, Jura, Tarbert, Kintyre, Tarbet, Taynuilt

## Öar
- Bute
- Coll
- Islay
- Jura
- Mull
- Seil
- Staffa
- Tiree